# Unió de Xiques
La Unió de Xiques o Unió de Noies (oficialment, i en castellà «Unión de Muchachas») va ser una organització juvenil femenina espanyola creada durant la guerra civil.
Va nàixer en la Conferència Nacional de Xiques («Conferencia Nacional de Muchachas») celebrada a l'Ateneu de Madrid durant el 8 i el 9 de maig de 1937. Es va estendre per la resta d'Estat espanyol durant els següents mesos. La seua intenció era agrupar les joves d'esquerres d'entre 16 i 25 anys. Va ser creada per dones de les Joventuts Socialistes Unificades (JSU), encara que la seua idea era la d'unitat fos el que fos la postura política, religiosa i geogràfica.
L'equivalent català va ser l'Aliança Nacional de la Dona Jove, fundada el 25 d'abril de 1937 i presidida per Montserrat Martínez.

## Història

### Antecedents
Va ser una organització política, cultural i educativa creada en un context de guerra, és a dir, una situació anormal en la qual es va produir una mobilització de les dones que van trencar els estereotips de gènere tradicionals.
Juntament amb altres organitzacions com l'Agrupació de Dones Antifeixistes o Dones Lliures van lluitar per la igualtat de les dones en el món laboral, creient que la igualtat proporcionaria la victòria del bàndol republicà en la guerra en combinar el seu esforç juntament amb el dels homes en el front. Compartien, doncs, la lluita antifeixista i la mobilització de les dones. L'organització va passar a formar part de l'Aliança Juvenil Antifeixista (AJA) el gener de 1938.

### Objectius
El seu principal objectiu era coordinar l'activitat que les joves pogueren aportar per a la guerra. També volien preparar en l'àmbit tècnic i professional a les xiques perquè pogueren incorporar-se al treball al més prompte possible.
Per a això van crear Llars o Cases de les Xiques a totes les localitats en les quals existiren militants de la Unió de Xiques, per a organitzar el treball d'aquestes delegacions municipals i proporcionar un lloc de suport i ajuda, així com una seu de reunions o de treball. En aquestes Cases hi havia biblioteques i clubs esportius. També es van fer cursos d'alfabetització i de cultura general. El 1937 es va inaugurar la primera Llar de les Xiques, situada a l'Escorial. En ell es van desenvolupar classes de cultura general, de tall i confecció, de música, de dibuix i de cultura física.
Es pretenia també la formació d'infermeres i la capacitació per a cobrir els llocs de treball deixats pels hòmens que estaven en el front. Per tant, una de les seues reivindicacions va ser la igualtat salarial. No obstant això, van haver d'enfrontar-se a la intransigència dels sindicats que no acceptaven la incorporació de les dones al treball.
Per a aconseguir els seus objectius va ser fonamental la propaganda. Així, va ser clau el taller anomenat La Gallofa, dirigit pel pintor José Bardasano. Al principi estava instal·lat a Madrid, però, amb el transcurs de la guerra, va ser desplaçat a València. La secció de propaganda va ser dirigida per Juana Francisca Rubio.

### Afiliades
La primera dirigent de la Unió de Xiques va ser Trinidad Torrijos. També ho van ser Josefina López Sanmartín, Rosario Soto i Juana Doña. Julia Vigre va ser responsable de la revista Muchachas, difusora dels seus principis, que va començar a publicar-se el 1937. Entre les seues afiliades estaven Adelina García Casillas, una de les Tretze Roses, i la miliciana Isabel Martínez Blaya.